# Oberto Della Torre

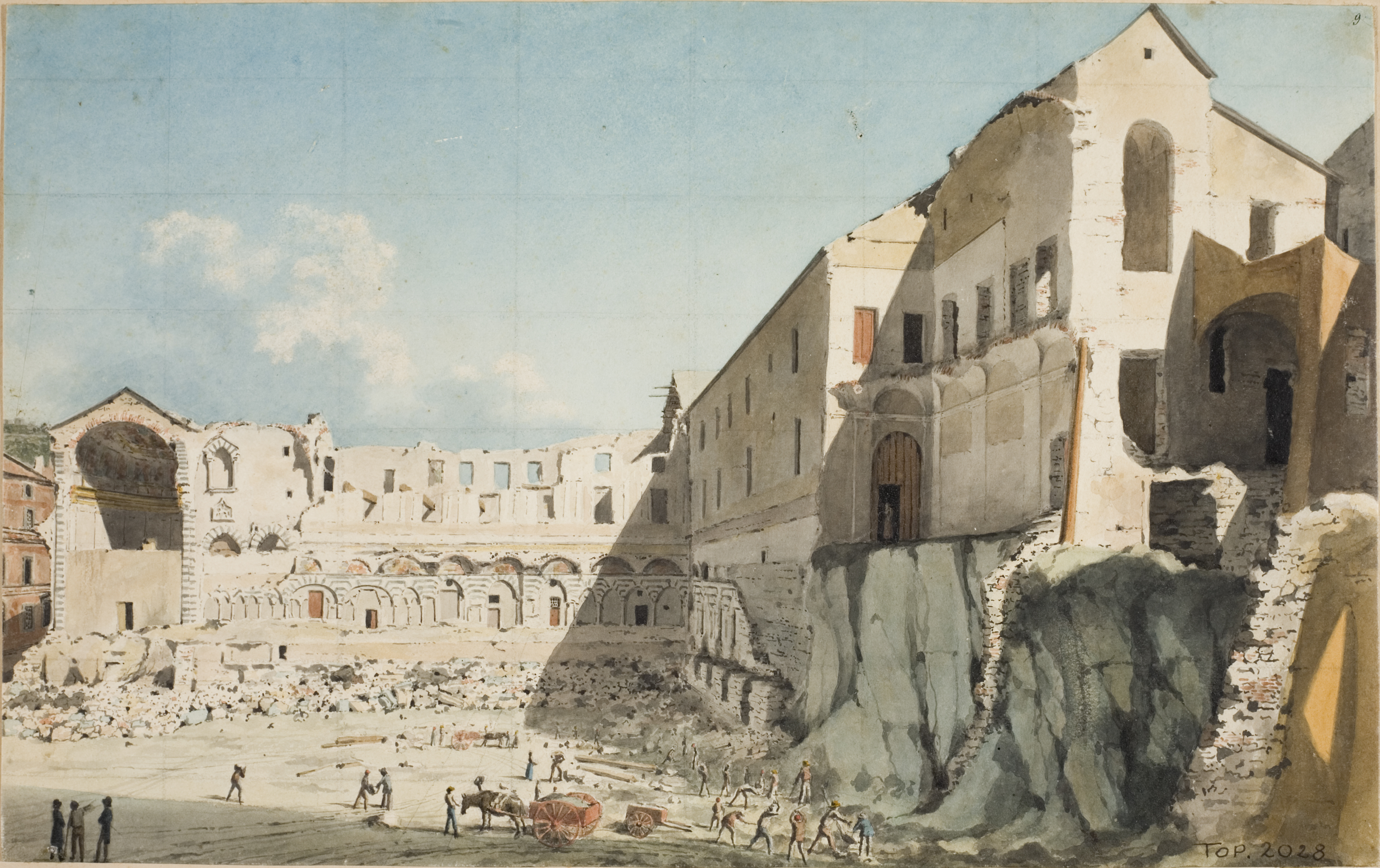
Afbraak van San Domenicokerk en -convent waar Della Torre begraven lag (19e eeuw)

Oberto Della Torre (Genua, circa 1617 – aldaar, 1698) was op het einde van zijn leven de 130e doge van de republiek Genua en, hierbij horend, heerser over Corsica, de laatste overzeese kolonie van Genua. Dit ambt werd maar twee jaar bekleed.

## Levensloop

### Carrière
Della Torre behoorde tot een patriciërsfamilie in de republiek Genua; deze had uitgebreid ambten bekleed in de stad en de republiek. Aan de leeftijd van veertig jaar werd Della Torre bekend als beschermer van de kapel van Sint-Jan de Doper, een kapel in de kathedraal San Lorenzo te Genua. Samen met Emanuele Brignole richtte Della Torre een armenhuis op. Deze instelling genoot vanaf 1652 steun van de doge Gerolamo De Franchi Toso zodat de bouwwerken konden hernomen worden. Een van de reden waarom de bouw nadien stokte was de pest die Genua en heel Ligurië in zijn greep hield in de jaren 1656-1657. Della Torre sloot zich aan bij andere patriciërs om de verzorging van pestlijders te organiseren. Hij was een tijdje commissaris-bestuurder van de stad Genua.
In 1684 werd Della Torre bevorderd tot auditeur van de staatsfinanciën onder het bestuur van doge De Franchi Toso. Het was het begin van meerdere topfuncties die Della Torre in de republiek bekleedde. Zo verkozen de patriciërs hem driemaal tot senator. 
Tevens bekleedde hij een van de ambten van beheerder van de Banco di San Giorgio, de grootste bank van Genua.

### Doge
Het toppunt van zijn carrière was de verkiezing tot doge in het Palazzo Ducale. Op 31 augustus 1689 werd hij tot doge verkozen; met 399 stemmen achter zijn naam had hij de meeste stemmen van de 1.399 stemgerechtigden. Met het ambt van doge voor een duur van twee jaar was het bestuur over Corsica verbonden.
Als doge maakte hij een dispuut mee met de Spaanse gouverneur in het naburige hertogdom Milaan. Het meningsverschil ging over geblokkeerd geld van Genuese edellieden in Milaan. Anderzijds waren de relaties tussen doge Della Torre en het Spaanse hof in Madrid uitstekend. Een ander incident was een heiligschennis van hosties aan het einde van zijn mandaat. Uit de kerk San Filippo werd een pyxis met hosties gestolen. Doge Della Torre leidde een processie vanuit de senaat naar de kerk om het heiligdom in eer te herstellen.
Op 1 september 1691 trad hij af, zoals voorzien. Hij trok zich terug uit het openbaar leven en stierf ergens in het jaar 1698. Zijn graftombe stond in de kerk San Domenico doch de kerk en het bijhorend dominicanenconvent bestaan niet meer.